# El Salvador com a aixopluc de la humanitat dolençosa
El Salvador com a aixopluc de la humanitat dolençosa és una escultura d'Eudald Serra i Güell a la façana de l'església de les Llars Mundet del barri de Montbau de Barcelona. L'obra, de 1958, és un alt relleu de marbre blanc de grans dimensions que destaca sobre la façana d'obra vista de l'església on hi està adossat, al lloc on habitualment hi ha la rosassa. S'hi representen les figures, que tendeixen a l'esquematisme, de Jesucrist amb els braços oberts acollint a un àngel i a tres persones.